# Up2date
up2date，又被稱作Red Hat Update Agent（Red Hat更新代理程式），這是一個由較舊版本的Red Hat Enterprise Linux、CentOS及Fedora Core所使用的，用來下載並安裝新軟體及更新作業系統。它可以用作RPM套件管理員的前端並加入了像是自動解決相依性問題等進階功能。/etc/sysconfig/rhn/sources這個檔案是用來指定up2date將會從哪裡搜尋軟體包。
Red Hat Enterprise Linux的up2date預設會從Red Hat Network（RHN）伺服器中檢索軟體包，但使用者可以依自己的喜好加入包含軟體包的目錄或甚至是Debian及yum的套件庫。
在Fedora Core上的up2date則預設從yum的套件庫檢索軟體包。同樣地，其他來源也可以被加入（RHN除外，因其為Red Hat Enterprise Linux獨有的）。 自Fedora Core 5及Red Hat Enterprise Linux 5開始，up2date已不再使用，而使用yum做為替代。
CentOS的up2date從yum的套件庫下載軟體包。

## 外部連結
- 在redhat.com上的up2date （页面存档备份，存于）頁面
- yum/up2date （页面存档备份，存于） 從up2date轉換至yum